# باول غيزلر
باول غيزلر (بالألمانية: Paul Giesler)‏ (15 يونيو 1895 في زيغن - 8 مايو 1945 في بيرتشسغادن)، كان غاولايتر لمنطقة ويستفاليا الجنوبية من عام 1941 إلى عام 1943 ولمنطقة ميونيخ-أوبربايرن من عام 1942 خلال الحكم النازي. كما شغل أيضاً منصب رئيس وزراء ولاية بافاريا من عام 1942 إلى عام 1945، وبناء على وصية هتلر خلف لهاينريش هيملر في منصب وزير الداخلية للرايخ من 30 أبريل 1945.

## روابط خارجية
- باول غيزلر على موقع مونزينجر (الألمانية)